# Xu Haifeng
Xu Haifeng (Zhangzhou, 1 augustus 1958) is een voormalig Chinees olympisch schutter.
Xu Haifeng nam als schutter tweemaal succesvol deel aan de Olympische Spelen; in 1984 won hij goud op het onderdeel 50 meter pistool. 4 jaar later, in 1988 won hij brons in het onderdeel 10 meter luchtpistool. Hij won Chinas eerste olympische gouden medaille. Xu ging in 1995 met pensioen en werd coach van het Chiness olympisch schietteam.
Op de Olympische Spelen in 2008 droeg Xu de olympische fakkel het stadion binnen.
Xu is getrouwd met Zhao Lei en heeft een dochter, Xu Jia.
1896: Sumner Paine ·
1900: Karl Röderer ·
1908: Paul Van Asbroeck ·
1912: Alfred Lane ·
1920: Karl Frederick ·
1936: Torsten Ullman ·
1948: Edwin Vásquez ·
1952: Huelet Benner ·
1956: Pentti Linnosvuo ·
1960: Aleksej Goesjtsjin ·
1964: Väinö Markkanen ·
1968: Grigori Kosysj ·
1972: Ragnar Skanåker ·
1976: Uwe Potteck ·
1980: Aleksandr Melentjev ·
1984: Xu Haifeng ·
1988: Sorin Babii ·
1992: Kanstantsin Loekasjyk ·
1996: Boris Kokorev ·
2000: Tanjoe Kirjakov ·
2004: Michail Nestroejev ·
2008: Jin Jong-oh ·
2012: Jin Jong-oh ·
2016: Jin Jong-oh